# Rábacsécsény, Győr-Moson-Sopron
Rábacsécsény  este un sat în districtul Tét, județul Győr-Moson-Sopron, Ungaria, având o populație de 607 locuitori (2011). 

## Demografie
Componența etnică a satului Rábacsécsény
     Maghiari (100%)
Componența confesională a satului Rábacsécsény
     Romano-catolici (63,1%)
     Luterani (4,28%)
     Fără religie (3,46%)
     Reformați (3,13%)
     Necunoscută (25,54%)
     Atei (0,49%)
Conform recensământului din 2011, satul Rábacsécsény avea 607 locuitori. Din punct de vedere etnic, majoritatea locuitorilor (100,0%) erau maghiari.  Din punct de vedere confesional, majoritatea locuitorilor (63,1%) erau romano-catolici, existând și minorități de luterani (4,28%), persoane fără religie (3,46%) și reformați (3,13%). Pentru 25,54% din locuitori nu este cunoscută apartenența confesională.